# Parafia Podwyższenia Krzyża Świętego w Kaliszu
Parafia Podwyższenia Krzyża Świętego w Kaliszu – rzymskokatolicka parafia w dekanacie Kalisz II, erygowana w 1978. 
Mieści się przy ulicy Wrocławskiej. Duszpasterstwo prowadzą w niej księża diecezjalni.